# 極速快感：新全民公敵
《極速快感：新全民公敵》（中国大陆又译作，中国大陆官方译为）是由英国开发公司Criterion Games制作，美商藝電于2012年发行的开放世界竞速游戏，為極速快感系列第17部系列作品。游戏在 Microsoft Windows、PlayStation 3、Xbox 360、PlayStation Vita、iOS和Android平台发售，于2013年登陆Wii U平台。該遊戲獲得“新全民公敵”的知識產權，而不是Criterion Games先前開發的“超熱力追緝”。
極速快感：新全民公敵獲得的正面評價，重點放在融合以前的“Burnout”和“極速快感”的遊戲風格以及社交功能的世界地圖上，而批評則落在其單人遊戲的模式上。發布後，該遊戲獲得多個獎項，包括2012年Spike電子遊戲最佳駕駛遊戲獎，並在2013年BAFTA大獎中被提名為"最佳英國遊戲"和"最佳在線多人遊戲"，並多次被幾個網點公認為"2012年最佳駕駛/賽車遊戲"。

## 玩法

### 自由駕駛
- 可自由於極速快感：新全民公敵中的Fairhaven City隨意開往。
- 路上會有劫車點、比賽（包括Most Wanted比賽和車子裝備解鎖的比賽）、警察、路上民眾。

### 警車追逐
- 若是在路上超速、撞警察、被警察撞，皆會遭到警察通緝，最高通緝等級為六級（有些比賽也會遭警察通緝）。
- 第一級：警察（為Ford Crown Victoria Police Interceptor警車）會跟在遭通緝者後頭，並追撞該名被通緝者。
- 第二級：後頭會有更多警車（為Ford Crown Victoria Police Interceptor警車），並且會有路障 。
- 第三級：後頭會有出現肌肉型警車（為Dodge Charger SRT8警車），並且會有SUV路障 。
- 第四級：後頭會有越野型的警車（為Ford Explorer Police Interceptor Utility警車），並且會有SUV路障 。
- 第五級：後頭會有跑車型的警車（為Chevrolet Corvette z06警車），該警車會在通緝者前方放下刺帶，路障會使用該警車並使用刺帶。
- 第六級：會有特勤隊裝甲車當路障和追緝，受其碰撞會導致玩家車輛撞毀。
- 若是撞越多車，就會使SP增加（要逃過追緝方可獲得）。

### Most Wanted比賽
- 要打敗全民公敵，並且截停該全民公敵的車，就可贏得該車與相應的Speed Point。

### 普通比賽
- 玩家可參加比賽來解鎖車子的改造零件。

## 評價
| 汇总媒体   | 得分                                                                      |
| ---------- | ------------------------------------------------------------------------- |
| Metacritic | iOS: 82/100 PC: 78/100 PS3: 84/100 VITA: 79/100 X360: 84/100 WIIU: 86/100 |

| 媒体                    | 得分   |
| ----------------------- | ------ |
| 电脑与电子游戏          | 7.5/10 |
| Destructoid             | 8.5/10 |
| Edge                    | 9/10   |
| Eurogamer               | 8/10   |
| G4                      | 4.5/5  |
| Game Informer           | 9/10   |
| GamesRadar+             | [ 22 ] |
| GameSpot                | 7.5/10 |
| GameTrailers            | 8.7/10 |
| IGN                     | 9/10   |
| Joystiq                 | [ 26 ] |
| 英国PlayStation官方杂志 | 8/10   |
| 官方Xbox杂志            | 8.5/10 |
| PC Gamer美国            | 85%    |
| TouchArcade             | [ 30 ] |
| VideoGamer.com          | 9/10   |

| 媒体  | 奖项              |
| ----- | ----------------- |
| Spike | Best Driving Game |

《極速快感：新全民公敵》在2012年E3大會上受到評論家的好評，並獲得了“遊戲評論家獎”的“最佳賽車遊戲”和“最佳線上多人遊戲”提名
。評論家稱該遊戲為Criterion Games的《橫衝直撞：狂飆樂園》的精神續作，而不是2005年的舊版《極速快感：全民公敵》。
根據NPD Group的調查，《極速快感：新全民公敵》是2012年11月在美國銷量第七的遊戲，美國範圍銷量為509,000套。但是，這個數字未包含PC版銷量，也未包含數位版銷量。 《極速快感：新全民公敵》在英國的發行一周內成績為銷量第五名遊戲。
2013年1月31日，在EA的2013年第三季度財報中，雖然沒有公佈銷售數字，但提到《極速快感：新全民公敵》表現要優於2011年的《極速快感：亡命天涯》。
由於Wii U和PlayStation Vita平台上的《極速快感：新全民公敵》銷售數量低，因此EA沒有為這些平台開發續作《極速快感：生存競速》。

## BETA版本
负责开发Beta版本的工作室为EA Black box而不是Criterion Games。Beta测试版为2005年的极品飞车：最高通缉的直接续作（原副标题为最高通缉2），并且有武器系统，剧情和不一样的警车涂装，操作手感，画面，以及HUD，一些玩家也相信游戏本应有改装系统。然而因为极品飞车：亡命天涯的销量与口碑不符合EA的预期导致EA Black Box被解散而游戏由Criterion Games接手，这个构想也被废弃。